# AIM-92 스팅어
AIM-92 스팅어(AIM-92 Stinger) 또는 공대공 스팅어(ATAS)는 AH-64 아파치, 유로콥터 타이거와 같은 헬기와 MQ-1 프레데터와 같은 무인항공기(UAV)에 사용되는, 견착 발사 FIM-92 스팅어 시스템으로부터 개발된 공대공 미사일이다. 미사일 자체는 견착 발사 지대공 스팅어와 동일하다.

## 개발
미국 육군은 공대공 역할로 OH-58D 카이오와워리어와 UH-60 블랙호크 헬기에 ATAS 파생형을 사용했다. 1996년 시연에서, 스팅어(ATAS) 블록-1 미사일이 OH-58D로부터 발사됐고, 4,500미터 이상의 거리에 배치된 대응책 QUH-1 무인 헬리콥터를 성공적으로 파괴했다.
현존하는 스팅어 RMP 미사일 (FIM-92C)은 공대공 스팅어(ATAS) 블록2 미사일로 수정될 것이다. 블록2 미사일은 새로운 응시 적외선 초점면 배열 추적기, 새로운 배터리 그리고 진보된 신호 처리 능력을 포함하는 다양한 개선점을 통합할 것이다. 추적기는 미사일의 최대 물리적 범위인 8km 밖의 클러터에서 헬리콥터의 교전을 허용하고, 또한 향상된 정확도와 IRCCM 기능 그리고 완전한 야간 능력을 제공할 것이다. 또한 블록2 미사일은 추적기 원격조정을 지원한다. (자동추적된 목표물에 발사되기전 축에 벗어난 미사일의 추적기를 조정한다.) 이것은 1997년 유마에서 처음 시연되었다.
ATAL은 OH-58D 카이오와워리어와 UH-60 블랙호크 헬기에 실전 배치되어 있는 공대공 스팅어 발사기의 업그레이드형이다. 2000년 중반, AH-64 아파치 롱보우 헬기에 장착된 ATAL 시스템으로 테스트가 실행됐다. 미사일 9발이 발사되었고, 그중 8발이 클러터 환경에 있는 모의 공중선회 헬리콥터 목표물을 직접 타격하여 득점했다. 미사일은 롱보우 헬기가 136 knots로 공중정지시, 30 knots로 미끄러져 움직일시, 부분적 출력 하강시, 풀업 기동시, 호버링 페달 회전시, 푸시오버 기동시 그리고 22도 횡경사 상태에서 발사되었다.

## 운영 역사
2002년 12월 23일 프레데터가 이라크의 비행금지구역 상공에서 정찰 도중에 이라크의 MiG-25에게 스팅어를 발사했다. 스팅어 발사직후 MiG-25가 미사일을 발사하여 프레데터를 격추했다.
스팅어로 무장한 프레데터는, 이전까지는 이라크 전투기를 상대로 "미끼" 역할을 하다가 도망갔다. 하지만 이 사건에서 프레데터는 도망가지 않고 대신 스팅어를 발사했다. MiG-25가 발사한 미사일 때문에 스팅어의 열추적기가 방해를 받았고 스팅어는 빗나갔다. MiG-25가 발사한 미사일은 명중하여 프레데터를 파괴했다.
이 사건은 일반 항공기와 무인기가 교전한 역사상 최초의 전투였다.

## 일반 특성(블록 I)

### FIM-92A Stinger
- 길이(Length) : 1.52 m (59.8 in.)
- 직경(Diameter) : 70 mm (2.8 in.)
- 날개폭(Wingspan) : 140 mm (5.5 in.)
- 발사 중량(Launch weight) : 16 kg
- 유도(Guidance) : 수동 적외선(IR)
- 탄두(Warhead) : 3 kg 고폭(HE) 폭풍 파편형
- 추진(Propulsion) : 고체 추진제
- 속력(Speed) : 마하 2.2 (750 m/s)
- 범위(Range) : 200m (최소한) 4.5km

## 모델
- 블록 I
- 블록 II 공중선회 목표물에 대하여 최대 거리 8km

## 같이 보기
- FIM-92 스팅어